# Phoriospongia carcinophila
Phoriospongia carcinophila är en svampdjursart som först beskrevs av Lendenfeld 1889.  Phoriospongia carcinophila ingår i släktet Phoriospongia och familjen Chondropsidae. Inga underarter finns listade i Catalogue of Life.